# 毛璋
毛璋（9世纪？—929年8月12日），五代十国后梁、后唐将领，沧州人。
后梁末年，戴思远为横海军节度使，毛璋担任沧州军校。晋王李存勖已定魏博，戴思远弃州遁去，毛璋以沧州城降晋，以功任命为贝州刺史、辽州刺史。梁晋在黄河两岸作战，他立有军功。后唐灭后梁，以毛璋为华州鎮國軍節度使。后唐讨前蜀，以毛璋为行营右厢马军都指挥使；灭前蜀后，毛璋之功居多。次年，李存勖遇弑，魏王李繼岌自西川至渭南，部下散亡，所得西川财货妓乐，都被毛璋所掠。唐明宗嗣位，录平蜀功，授任他为邠州静难军节度使。毛璋家富于财，有蜀中妓乐，骄傲自大，动辄不法，招揽部下，修理兵仗。朝廷改授他为昭義節度使，毛璋想要不奉诏，在判官邊蔚劝说下听命。到达潞州，拥西川妓乐至山亭院，穿着赭黄服，纵酒，让她们演出为王衍在蜀地表演的戏。唐明宗听说后，征召他入京，为金吾上将军。同年秋，东川节度使董璋上奏说毛璋之子毛廷赟带着父亲的书信前往西川，怀疑有暗中勾结。于是朝廷派人追回毛廷赟和他的同行人赵延祚，与毛璋一起下御史台狱。毛廷赟说自己是毛璋之侄，称有叔叔在蜀，前去探望，没有私信，毛璋无罪名，于是停任，令他回到私第。赵延祚在狱中说毛璋私密，毛璋许以重金，让他封口。免罪后，赵延祚去要钱，毛璋不给，赵延祚于是高发毛璋，再下御史台审讯。御史中丞吕梦奇以毛璋之前已蒙昭雪，现在是赵延祚索贿诬告，于是稍稍偏袒毛璋。有人说吕梦奇受毛璋贿赂，于是改到军巡狱。狱吏拷问，毛璋承认许诺赵延祚封口费没有给，又说曾借马给吕梦奇，别无行贿之事。毛璋于是流放儒州，天成四年七月初五壬申日（929年8月12日）在途中赐自尽。